# Tapinolobus

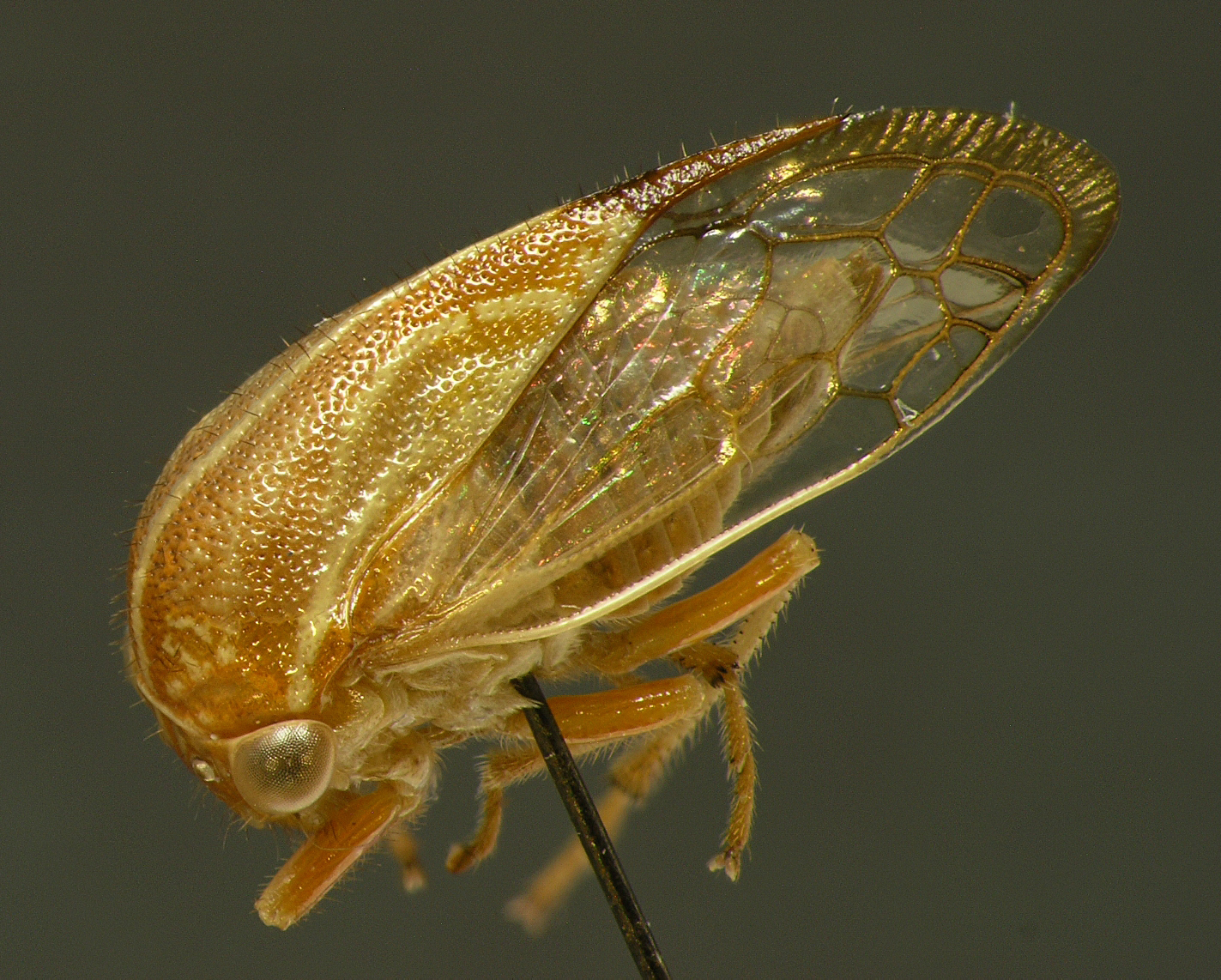
Tapinolobus curvispina (syn. T. fasciatus), Sammlungspräparat

Tapinolobus ist eine Gattung der Buckelzirpen.

## Merkmale
Diese Buckelzikaden sind ca. 4,9 bis 6,5 Millimeter lang. Die Färbung ist braun, rötlich braun oder gelblich grün, oft mit helleren Linien. Sie haben eine längliche Form, das Pronotum hat nur einen nach hinten gerichteten Fortsatz, der jedoch nicht bis zum Ende der Vorderflügel reicht. Es gibt keine seitlichen oder nach oben gerichteten Dornen oder Fortsätze. Das Pronotum ist nur leicht behaart und schwach punktiert. Der Kopf ist in etwa dreieckig, die Vorderflügel sind durchsichtig mit fünf Apical- und drei Discoidalzellen.

## Lebensweise
Über die Lebensweise dieser Membracidae ist praktisch nichts bekannt, sie saugen Pflanzensaft. Manchmal wurde T. curvispina in der Forschungsstation Panguana in Peru recht häufig, in anderen Jahren überhaupt nicht gefangen.

## Systematik
Die Gattung ist nahe verwandt mit verschiedenen ähnlichen Gattungen wie zum Beispiel Amblyophallus und  Stictolobus, von denen sie sich vor allem durch die Morphologie der Genitalstrukturen unterscheiden.
Die Gattung beinhaltet nur zwei bekannten Arten: Tapinolobus albifasciatus, bekannt aus Argentinien, Brasilien und Ecuador sowie Tapinolobus curvispina (= T. fasciatus), bekannt aus Brasilien, Paraguay und Peru.